# Leisure Suit Larry 3: Passionate Patti in Pursuit of the Pulsating Pectorals
Leisure Suit Larry 3: Passionate Patti in Pursuit of the Pulsating Pectorals è un'avventura grafica sviluppata nel 1989 dalla  Sierra On-Line e fa parte della serie Leisure Suit Larry. Il videogioco fu sviluppato per sistemi MS-DOS con grafica EGA a 16 colori, Amiga e Atari ST.

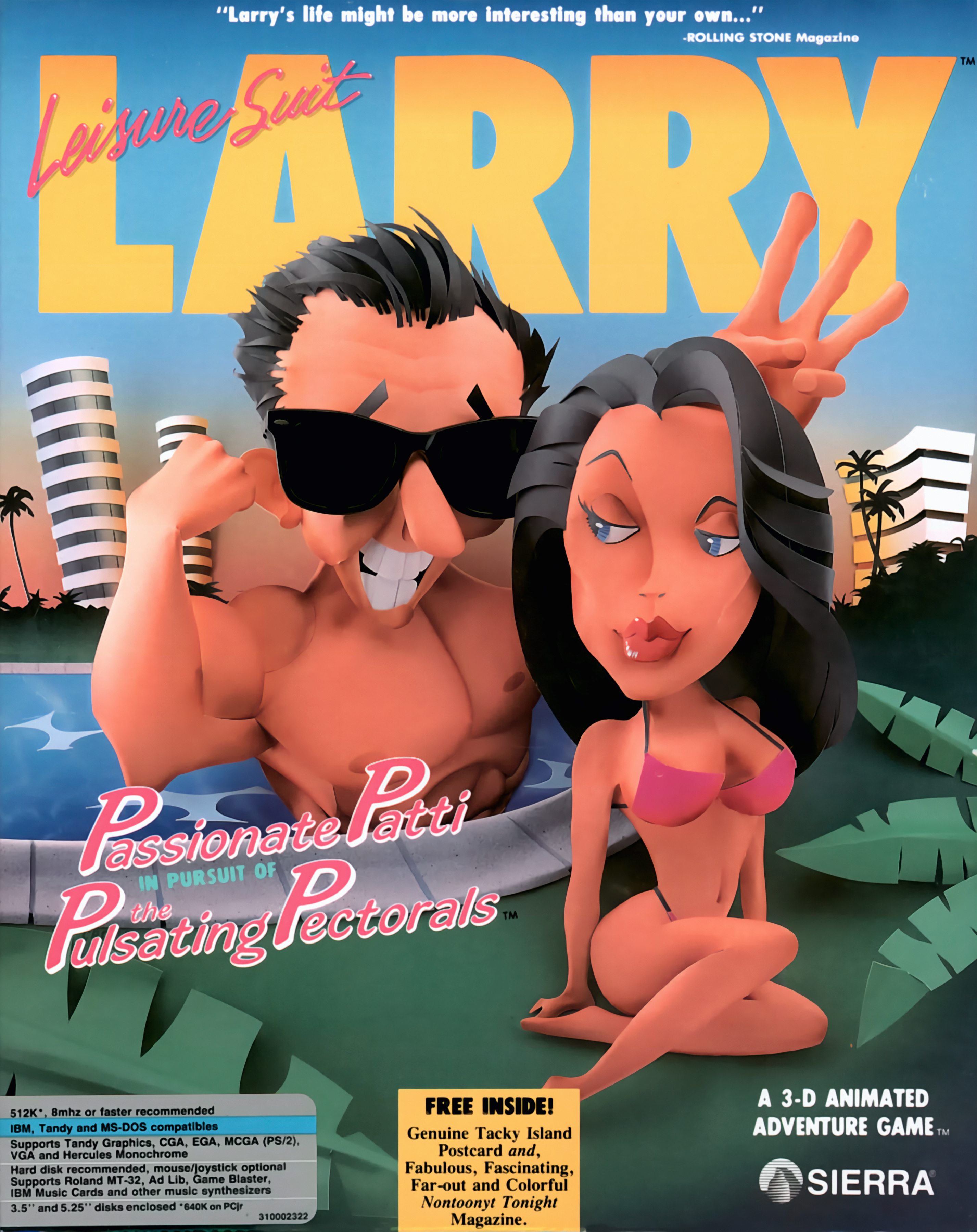
Copertina dell'edizione MS-DOS

## Trama
Larry inizia dove era terminata l'avventura precedente, sull'isola di Nontoonyt insieme alla sua compagna Kalalau che lo abbandona all'inizio della storia, lasciandolo per una cannibale amazzonica omosessuale che lavora come riparatrice di slot-machine. L'isola, infatti, ha rivelato una parte interamente dedicata al turismo, fatta di hotel lussuosi, palestre e locali all'ultimo grido, pieni di donne bellissime. Il padre di Kalalau, che ha abbandonato l'attività di sciamano per fondare un'azienda, licenzia Larry in tronco, e il poveretto si ritrova improvvisamente senzatetto, squattrinato, calvo e panciuto in un ambiente del tutto ostile a questa sua condizione. Al giocatore spetta il compito di rimetterlo in sesto, impresa che viene premiata con la conoscenza di Patti, destinata a diventare il grande amore della vita di Larry. Da quel momento, Larry fa perdere le sue tracce e il giocatore assume il controllo di Patti con lo scopo di ritrovarlo. Nel finale Larry e Patti vengono teletrasportati alla Sierra On-Line, dove fanno la conoscenza di Roberta Williams che li assume come game designer, e nell'ultima scena Patti si gode la sua nuova vita accanto a Larry che al proprio pc sta intanto programmando il codice per il primo capitolo della serie.

## Modalità di gioco
Il gioco utilizza uno stile grafico simile al suo predecessore, Leisure Suit Larry Goes Looking for Love (in Several Wrong Places). I controlli presentano un'interfaccia basata sul mouse e un parser di testo per dirigere le azioni dei personaggi del giocatore.
Il gioco si svolge sull'isola di Nontoonyt, l'ambientazione tropicale del gioco precedente che da allora è stata trasformata in un resort.  Come l'ambientazione cittadina di Leisure Suit Larry in the Land of the Lounge Lizards, l'isola ha diverse aree ed è completamente esplorabile fin dall'inizio del gioco.
Sparsi in tutto il resort ci sono le potenziali partner del protagonista della serie, Larry Laffer; ogni volta che il giocatore interagisce con queste donne, esse vengono raffigurate in un ritratto in primo piano. La struttura di base del gioco prevede che Larry doni regali a ciascuna donna, sebbene nessuno di questi oggetti richieda denaro per essere ottenuto, a differenza dell'originale Leisure Suit Larry.
Leisure Suit Larry 3 presenta un secondo personaggio giocabile, Patti, di cui il giocatore assume brevemente il controllo. La parte del gioco di Patti è molto simile a quella di Larry, e include più scene di "morte" e un ritratto dettagliato del personaggio del suo interesse amoroso, uno spogliarellista. Tuttavia, le sequenze di Patti ricordano più i tradizionali giochi di avventura, che richiedono ai giocatori di spostarsi in un labirinto e di raccogliere oggetti da utilizzare negli enigmi successivi.